# Wydział Reżyserii Filmowej i Telewizyjnej Państwowej Wyższej Szkoły Filmowej, Telewizyjnej i Teatralnej im. Leona Schillera w Łodzi
Wydział Reżyserii Filmowej i Telewizyjnej Państwowej Wyższej Szkoły Filmowej, Telewizyjnej i Teatralnej im. Leona Schillera w Łodzi – jeden z czterech wydziałów Państwowej Wyższej Szkoły Filmowej, Telewizyjnej i Teatralnej im. Leona Schillera w Łodzi. Jego siedziba znajduje się przy ul. Targowej 61-63 w Łodzi.

## Struktura
- Katedra Montażu Filmowego
- Katedra Scenariopisarstwa[2]

## Kierunki studiów
- reżyseria
- montaż filmowy
- scenariopisarstwo[3]
- reżyseria dźwięku w formach audiowizualnych

## Władze
- Dziekan: Piotr Mikucki
- Prodziekan ds. nauczania: Andrzej Sapija
- Prodziekan ds. studenckich: Ryszard Brylski
- Pełnomocnik dziekana ds. produkcji filmowej: Mariusz Włodarski
- Kierownik Katedry Scenariopisarstwa: Andrzej Mellin
- Kierownik Katedry Montażu Filmowego: Milenia Fiedler

## Profesorowie i doktorzy habilitowani
- Filip Bajon
- Andrzej Bednarek
- Ewa Braun
- Ryszard Brylski
- Marcin Brzozowski
- Mirosław Dembiński
- Maciej Drygas
- Milenia Fiedler
- Robert Gliński
- Mariusz Grzegorzek
- Krzysztof Heyke
- Jarosław Kamiński
- Jan Jakub Kolski
- Grażyna Kędzielawska
- Sławomir Kryński
- Sławomir Iwański
- Jolanta Lemann-Zajiček
- Mieczysław Lewandowski
- Katarzyna Mąka-Malatyńska
- Piotr Mikucki
- Andrzej Sapija
- Marian Szukalski
- Maria Zmarz-Koczanowicz